# Dorothy Bliss
Dorothy Elizabeth Bliss (13 de febrero de 1916 - 26 de diciembre de 1987) fue una carcinóloga y curadora de invertebrados estadounidense en el Museo Americano de Historia Natural, con el que estuvo asociada durante más de 30 años. Fue conocida como una pionera en el campo del control hormonal en los crustáceos. Fue editora en jefe de la serie de 10 volúmenes The Biology of Crustacea, y autora del libro Shrimps, Lobsters and Crabs. Se desempeñó como presidenta de la Sociedad Estadounidense de Zoólogos y fue miembro de la Asociación Estadounidense para el Avance de la Ciencia.

## Biografía
Bliss nació en Cranston, Rhode Island, hija de Orville Thayer y Sophia Topham Bliss (nacida Farnell). Asistió a Pembroke College (actual Brown University), obtuvo una licenciatura en 1937 y una maestría en 1942. Enseñó en la Academia Milton en Massachusetts de 1942 a 1949, y fue profesora en Radcliffe College de 1947 a 1951 mientras realizaba investigación doctoral en el laboratorio de John Henry Welsh. Su investigación de tesis se centró en las estructuras neuronales y hormonales en los tallos oculares del cangrejo de tierra Gecarcinus lateralis, una especie que estudiaría en el laboratorio y el campo a lo largo de su carrera. Obtuvo un doctorado en 1952 de Radcliffe, y continuó como investigadora hasta 1955.

## Carrera
En 1956, Bliss se unió al personal del Museo Americano de Historia Natural en Nueva York como curadora asistente de invertebrados, convirtiéndose en curadora asociada en 1962 y curadora en 1967. De 1974 a 1977 fue presidenta del departamento de fósiles e invertebrados vivos. Se retiró en 1980, convirtiéndose en curadora emérita hasta 1987. Bliss también ocupó varios cargos docentes, incluyendo profesora de anatomía en la Escuela de Medicina Albert Einstein (1956–1964), profesora adjunta de biología en la Universidad de la Ciudad de Nueva York (1971–1980) y profesora adjunta de zoología en la Universidad de Rhode Island (1980–1987).

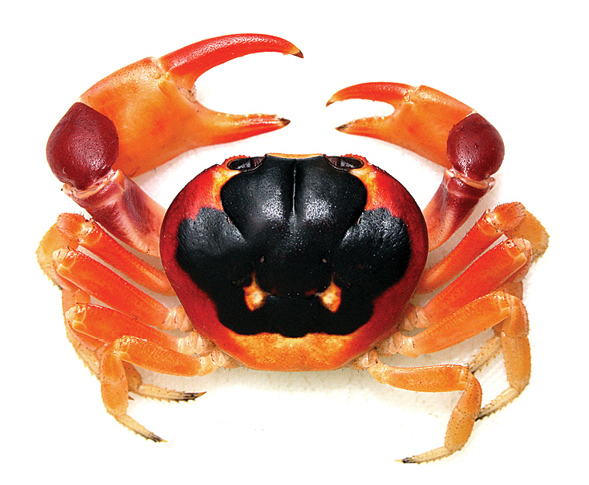
El cangrejo de tierra Gecarcinus lateralis fue parte importante de las investigaciones de Bliss.

Bliss era conocida como una pionera en el campo del control hormonal de los crustáceos. Fue una de las primeras en establecer el papel del complejo de la glándula sinusal X-órgano en la secreción de hormonas. Realizó estudios de laboratorio sobre la muda y el equilibrio de sal y agua, e investigación de campo en Florida, Bermudas y Bimini, estudiando aspectos como la madriguera y desove de cangrejos terrestres y el impacto de la humedad en diferentes distribuciones de especies. Produjo más de cuarenta artículos científicos y fue editora en jefe de The Biology of Crustacea (Academic Press), un influyente trabajo de 10 volúmenes que comenzó en 1977 y continuó hasta 1986. Su investigación fue apoyada por la Fundación Nacional para la Ciencia desde 1957 hasta 1978.
Estuvo en los consejos editoriales de varias revistas, entre ellas American Zoologist, Curator, Journal of Experimental Zoology, General and Comparative Endocrinology, así como en la popular revista de ciencias Natural History.
En 1982 publicó Shrimps, Lobsters and Crabs (New Century Publishers), un libro de divulgación científica para el gran público. Fue reimpreso por Columbia University Press con una nueva introducción en 1990. Recibió un doctorado honoris causa en Ciencias de la Universidad de Brown en 1972, y se celebró un simposio en honor a ella y su compañero zoólogo de invertebrados Lewis Kleinholz en la reunión anual de la Sociedad Estadounidense de Zoólogos en 1983. La Crustacean Society le otorgó su Premio a la Excelencia en Investigación en 1987.
En sus últimos años, Bliss vivió en Wakefield, Rhode Island. Murió de cáncer en el Hospital de Rhode Island en Providence el 26 de diciembre de 1987, a la edad de 71 años.